# Rödhällsflons naturreservat
Rödhällsflons naturreservat är ett naturreservat i Östersunds kommun i Jämtlands län.
Området är naturskyddat sedan 2024 och är 360 hektar stort. Reservatet ligger norr om Indalsälven och består av barrblandskog och våtmarkskomplex.